# Силл, Джуди
Джудит Линн Силл (англ. Judith Lynne Sill; 7 октября 1944 – 23 ноября 1979) — американская певица и композитор. Была первым исполнителем, подписавшим контракт с лейблом Дэвида Геффена Asylum. Выпустила два альбома, затем недолго проработала художником анимации и скончалась от злоупотребления наркотиками в 1979 году.
Когда ее отец умер от пневмонии в 1952 году, ее мать решила переехать в Лос-Анджелес и взяла с собой Джуди и ее брата. Вскоре после этого в том же году она снова вышла замуж за художник-мультипликатора «Том и Джерри» Кеннета Мьюза, с которой у неё были напряженные отношения.
Её дебютный альбом был выпущен в конце 1971 года, за ним 18 месяцев спустя вышел второй, Heart Food. В 1974 году она записала демо-версии для третьего альбома, которые были выпущены с другими редкими записями в 2005 году на двухдисковом сборнике Dreams Come True.